# Айзенберг (Рейнланд-Пфалц)
Айзенберг (на немски: Eisenberg) е град в Северен Рейнланд-Пфалц, Германия, с 9311 жители (2015).
- Кулата в Щауф, Айзенберг (Пфалц)